# Аккум (Жалагашский район)
Аккум (каз. Аққұм) — село в Жалагашском районе Кызылординской области Казахстана. Административный центр и единственный населённый пункт Аккумского сельского округа. Находится примерно в 18 км к югу от районного центра, посёлка Жалагаш. Через село проходит автодорога М-32. Код КАТО — 433633100.

## История
В советское время в селе действовал совхоз «Аккумский» Джалагашского района, в котором трудилась Герой Социалистического Труда Казына Жусупова (1938—2009).

## Население
В 1999 году население села составляло 2200 человек (1102 мужчины и 1098 женщин). По данным переписи 2009 года, в селе проживало 2158 человек (1109 мужчин и 1049 женщин).

## Известные жители и уроженцы
- Бисенов, Алдаберген (1926—2002) — Герой Социалистического Труда. Его именем названа местная средняя школа[4].